# Jochen Sandig
Jochen Sandig (* 5. Januar 1968 in Esslingen am Neckar) ist ein deutscher Dramaturg, Kulturunternehmer und Gründer von vier Kulturinstitutionen in Berlin.

## Leben
Sandig lebt seit 1989 in Berlin. 1990 war er an der Gründung des Kunsthaus Tacheles beteiligt. Von 1990 bis 1994 war er Vorsitzender des Vorstands des Tacheles e. V. und sowohl für Finanzierung des Betriebs als auch das künstlerische Programm verantwortlich.
1993 gründete Sandig gemeinsam mit Sasha Waltz das internationale Tanzensemble Sasha Waltz & Guests. 1996 gründete er die Sophiensaele in Berlin-Mitte als neue Produktionsstätte für freies Theater und Tanz und war bis 1999 deren Künstlerischer Leiter. 1999 wechselte Sandig gemeinsam mit Waltz an die Schaubühne am Lehniner Platz, wo er gemeinsam mit ihr bis 2004 Mitglied der Künstlerischen Leitung war. 2006 gründete er mit dem Musikmanager Folkert Uhde das Kulturunternehmen „Radialsystem V – New Space for the Arts“ in Berlin, das Anfang September 2006 eröffnet wurde.
Am 11. Januar 2010 wurde Sandig im Namen des französischen Kulturministers Luc Chatel zum Ritter für Kunst und Literatur ernannt.
Im Februar 2012 debütierte Sandig mit human requiem, einer Inszenierung des Deutschen Requiem von Johannes Brahms in Kooperation mit dem Rundfunkchor Berlin unter Leitung von Simon Halsey, als Regisseur.
2019 bis 2024 war Sandig Intendant der Ludwigsburger Schlossfestspiele.
Jochen Sandig und seine Ehefrau Sasha Waltz sind Eltern eines Sohnes und einer Tochter.